# Otto Most
Otto Most (né le 13 septembre 1881 à Markranstädt et mort le 18 décembre 1971 à Duisbourg) est un homme politique allemand du DVP.

## Biographie
Après avoir été diplômé de l'école latine de Halle-sur-Saale, Most, de confession protestante, y étudie les sciences politiques ainsi qu'à Prague à partir de 1899. Au cours de ses études, il devient membre de l' Association des étudiants allemands (de) de Halle et de l'Association des étudiants allemands de Prague. Après avoir obtenu son doctorat en sciences politiques en 1903, il travaille d'abord à la Chambre de commerce de Halle. En 1904, il travaille à l'Office statistique impérial pendant un an, puis de 1905 à 1907 travaille dans l'administration de la ville de Posen. À partir de 1905, il travaille à temps partiel comme chargé de cours dans diverses universités et établissements d'enseignement du secteur public. En 1907, il rejoint l'administration de la ville de Düsseldorf, où il occupe le poste de député salarié de 1911 à 1915. Pendant la Première Guerre mondiale, il reçoit la croix de fer sur ruban blanc. De 1920 à 1944, il est directeur général de la Chambre de commerce et d'industrie du Bas-Rhin à Duisbourg. À partir de 1926, il est chef de département à la Westfälische Verwaltungsakademie Bochum et à partir de 1927, il est chargé de cours à temps partiel à l'Université de Münster. Le 26 avril 1929, il est nommé professeur honoraire. En février 1931, Most perd de justesse contre le chef du parti d'État Wilhelm Külz lors de l'élection du maire de Dresde. Après la Seconde Guerre mondiale, il est président de l'Association centrale de la navigation intérieure allemande de 1949 à 1961. Il publie plusieurs ouvrages sur l'histoire économique de la Rhénanie.
Comme Gustav Stresemann, il est membre de la loge maçonnique berlinoise Frédéric le Grand.

## Député
En 1916/17, Most fait partie du conseil de l'arrondissement de Dinslaken (de) en 1916/17 et du parlement provincial de Rhénanie pendant son séjour à Sterkrade. En 1919/20, il est élu député à l'Assemblée nationale de Weimar pour le DVP, puis député au Reichstag pour le DVP jusqu'en 1928, pour lequel il siège également au conseil municipal de Duisbourg en 1929/30.

## Autres mandats
Most devint maire de la ville de Sterkrade en 1916 et maire en chef en 1917. Il exerce cette fonction jusqu'en 1920.

## Publications
- Die Schuldenwirtschaft der deutschen Städte. Jena 1909.
- Die Gemeindebetriebe der Stadt Düsseldorf. Leipzig 1909.
- Bevölkerungswissenschaft. Berlin 1913, 2. verbesserte Aufl. ebd. 1927.
- Geschichte der Stadt Düsseldorf. Bd. 2: Von 1815 bis zur Einführung der Rheinischen Städteordnung (1856). Düsseldorf 1921.
- Wirtschaft und Gemeinde. Jena 1926, 2. Aufl. ebd. 1926.
- Zur Finanz- und Steuerreform. Kritisches und Programmatisches. Jena 1930.
- mit Bruno Kuske (de), Heinrich Weber (Hrsg.): Wirtschaftskunde für Rheinland und Westfalen. Hobbing, Berlin 1931.
- Der Rhein als Wirtschaftsgestalter. Duisburg 1937.